# نيفن بوش
نيفن بوش (بالإنجليزية: Niven Busch)‏ (26 أبريل 1903، نيويورك في الولايات المتحدة - 25 أغسطس 1991، سان فرانسيسكو في الولايات المتحدة)؛ كاتِب، سيناريست، أستاذ جامعي وروائي أمريكي.

## روابط خارجية
- نيفن بوش على موقع IMDb (الإنجليزية)
- نيفن بوش على موقع ألو سيني (الفرنسية)
- نيفن بوش على موقع أول موفي (الإنجليزية)
- نيفن بوش على موقع قاعدة بيانات الأفلام السويدية (السويدية)
- نيفن بوش على موقع قاعدة بيانات الفيلم (الإنجليزية)
- نيفن بوش على موقع كينوبويسك (الروسية)